# Дубай-Марина
Дубай Марина (араб. مرسى دبي) — район в Дубаї, Об'єднані Арабські Емірати. Місто зі штучним каналом, побудоване вздовж 3-кілометрової (2 милі) ділянки берегової лінії Перської затоки. Станом на 2018 рік населення становить 55 052 особи. Коли весь розвиток буде завершено, зможе розмістити понад 120 000 людей у житлових вежах і віллах. Він розташований на розв'язці 5 між портом Джебель-Алі та районом, де розміщено Dubai Internet City, Dubai Media City та Американський університет в Дубаї. Перший етап проекту завершено. Дубай Марина була натхненна забудовою Concord Pacific Place вздовж False Creek у Ванкувері, Британська Колумбія, Канада.
Було багато випадків, коли морська дика природа (особливо кити та акули) потрапляла в пристань через її близькість до відкритого моря.

## Розробка

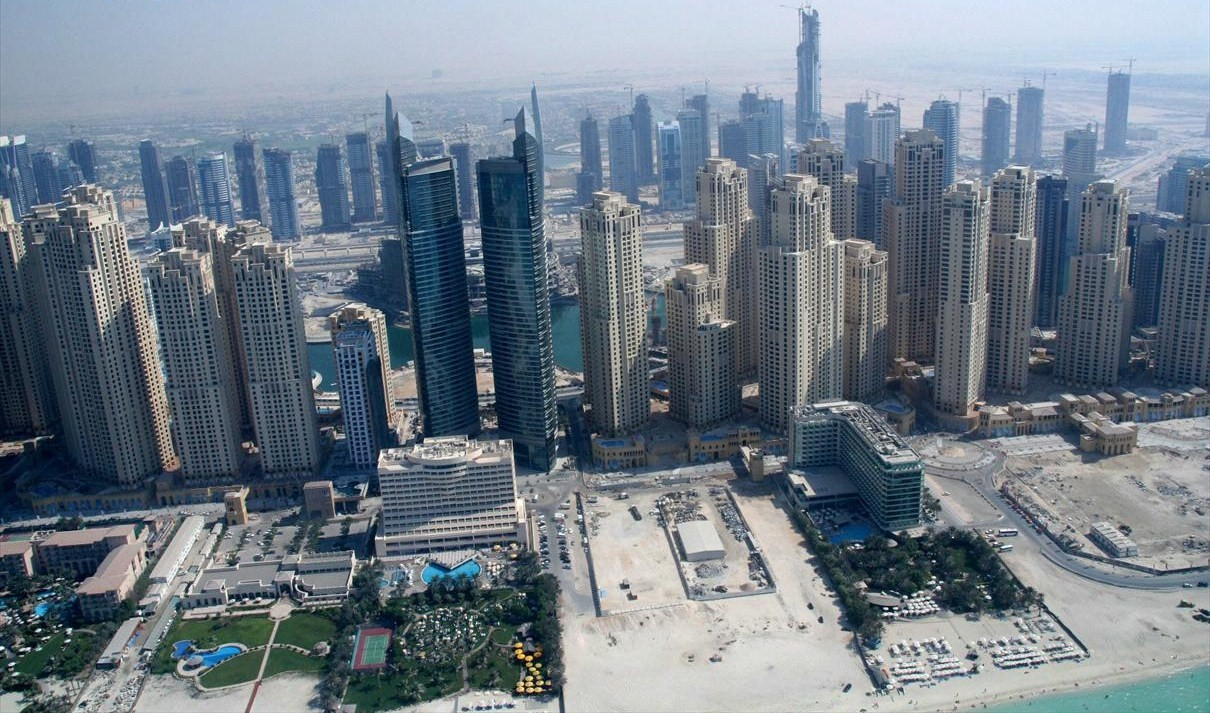
Вид з висоти пташиного польоту на Дубай Марина Тауерс з вежами на озері Джумейра на задньому плані

Щоб створити рукотворну пристань для яхт, розробники перенесли води Перської затоки на місце пристані Дубай, створивши нову набережну. Існує велика центральна водна артерія, викопана з пустелі і пролягає довжиною 3 км. Цьому центральному громадському простору віддано понад 12% загальної площі землі. Хоча більшу частину цієї території займає водна гладь пристані, вона також включає майже 8 км ландшафтних громадських доріжок.
Пристань для яхт повністю рукотворна і була розроблена компанією з розвитку нерухомості Emaar Properties з Об’єднаних Арабських Еміратів і розроблена HOK Canada. Після завершення її вважають найбільшою в світі рукотворною маркою. Нині найбільша штучна пристань для яхт у світі — Марина-дель-Рей у Каліфорнія, Сполучені Штати Америки. Навколо пристані для яхт є загальнодоступна берегова дорога та деякі ділянки громадського океану вздовж пляжу з видом на Пальму Джумейра. Його найбільша забудова - Джумейра Біч Резіденс. Дубай Марина відкрила двері до своєї єдиної мечеті Masjid Al Rahim в жовтні 2013 року, яка розташована в південній частині пристані.

## Транспорт

### Дубай Марина (Dubai Metro)

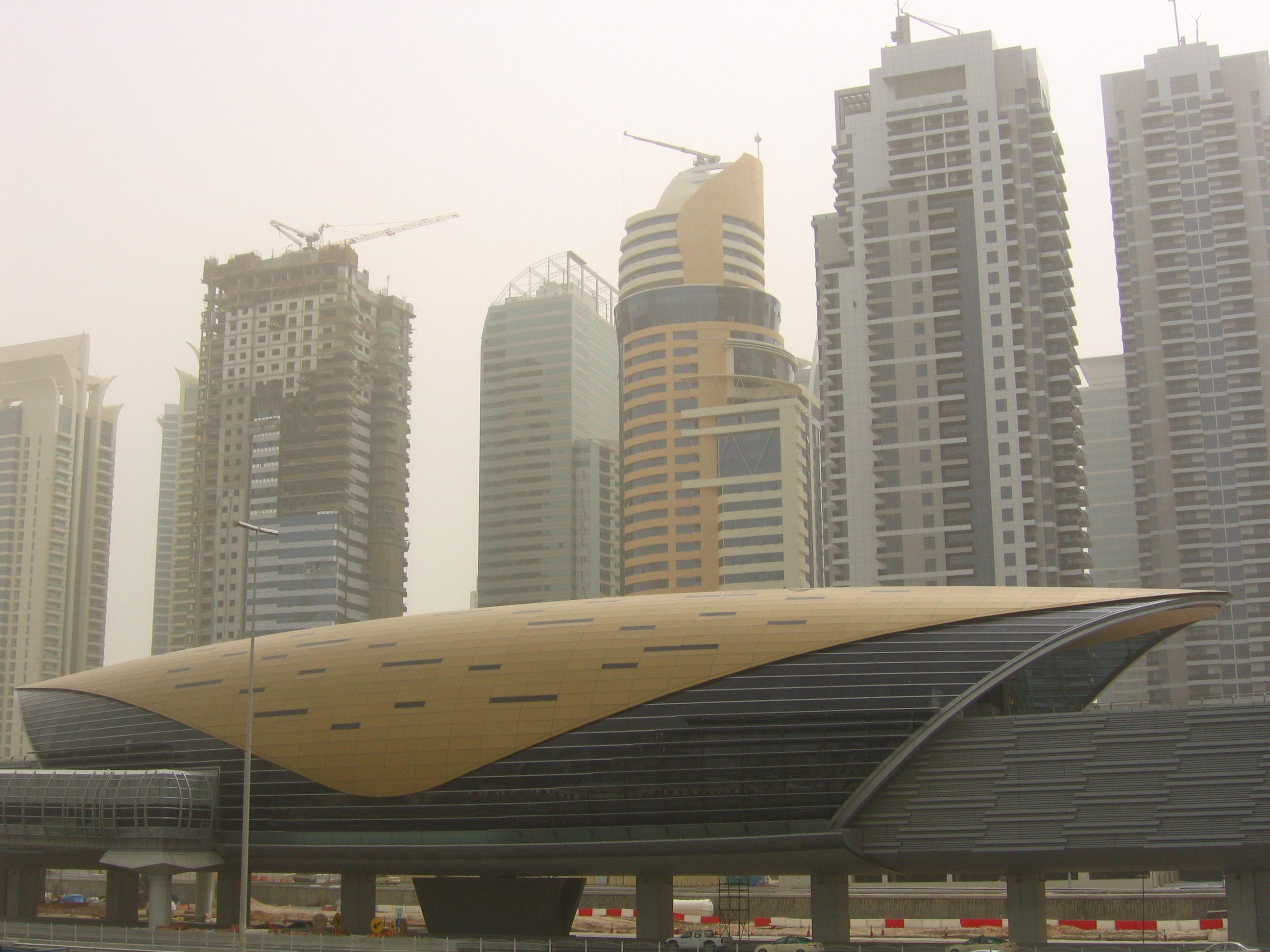
Станція метро Дубай Марина

Дубай Марина (араб. مرسى دبي) — станція швидкого транспорту на Червоній лінії Дубайського метро в Дубаї. Відкрилась 30 квітня 2010 року як частина розширення до Ібн Баттути. Станція Дубай Марина розташована біля розв’язки 5 на вулиці Шейха Заїда, приблизно в 20 кілометрах (12 миль) на південний захід від центру Дубая. Розташована на схід від північної половини Дубай Марини та на захід від північної частини Джумейра Лейк Тауерс. Станція Dubai Marina розташована на віадукі, що проходить паралельно східній стороні вулиці Шейха Заїда. Вона класифікується як станція на підйомі типу 2, що вказує, що між вулицею та платформою є піднесений зал. Пішохідний доступ до станції забезпечується пішохідними доріжками над Шейх Заїд-роуд, що з’єднуються з забудовами по обидва боки дороги. У вересні 2014 року Damac Properties придбала права на найменування станції Dubai Marina, в результаті чого її було перейменовано в Damac Station.

## Атракціони
Тут був встановлений зіплайн, який рекламується як «найдовший міський зіплайн», який з’єднує Дубай Марина з Dubai Marina Mall.

## Освіта
Emirates International School знаходиться неподалік від Дубай Марина.

## Інциденти
27 квітня 2006 року серед працівників Al Ahmadiya Contracting спалахнула акція протесту, яка спричинила блокування будівельного майданчика компанії в Дубай Марині, пошкодивши вісім автомобілів і два автобуси, знищивши офісне майно та документи, а також пошкодивши інженера сайту. Крило боротьби з масовими заворушеннями поліції Дубая прибуло на місце події, щоб контролювати ситуацію, і згодом поліції вдалося розігнати агітуючих працівників.
У серпні 2015 року на човні в районі Дубай Марина були заарештовані люди (у тому числі поліцейські), після того, як вони були спіймані з повіями та нелегальним алкоголем.

## Галерея

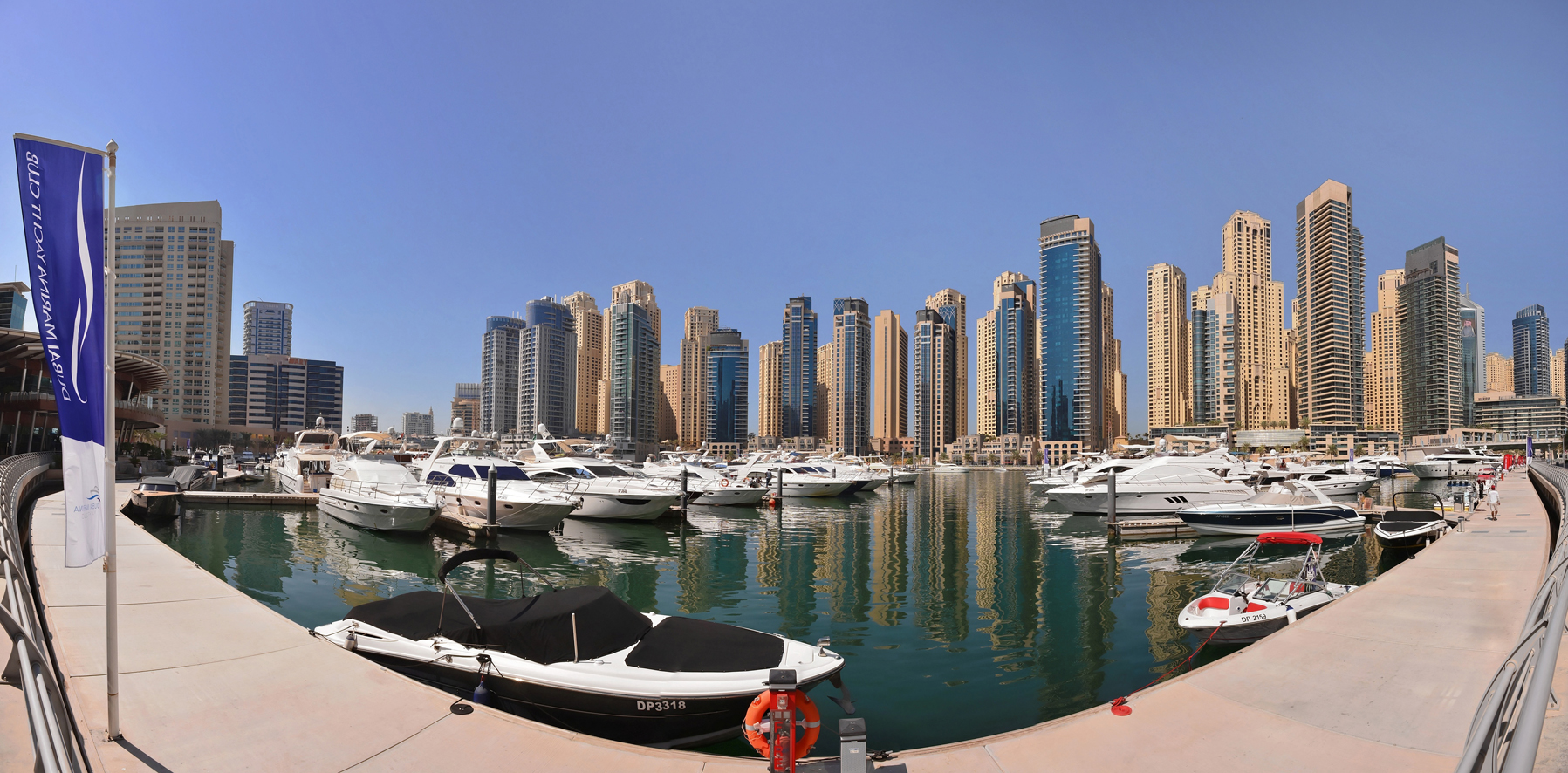
Панорама Дубай Марина
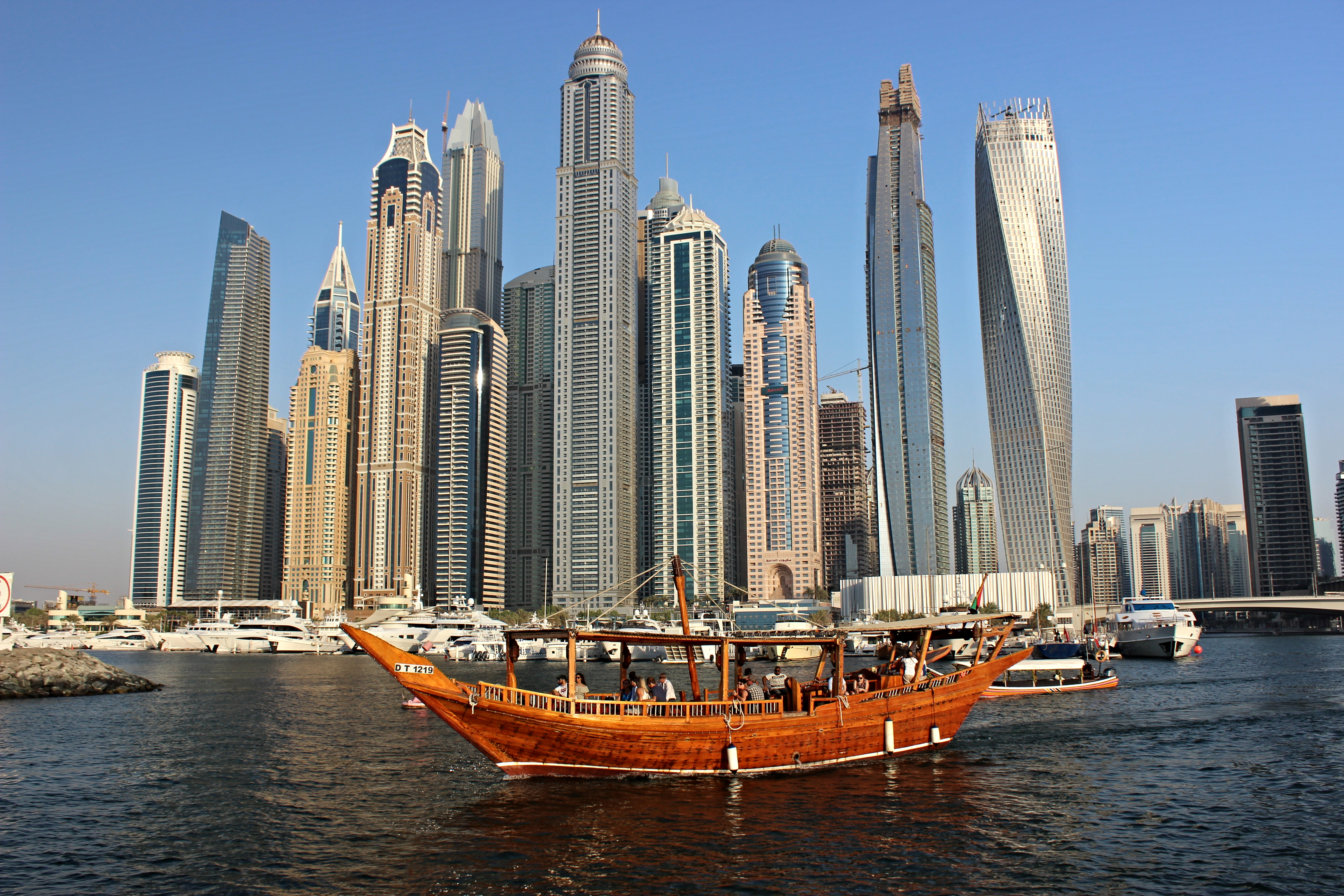
Найвищий блок
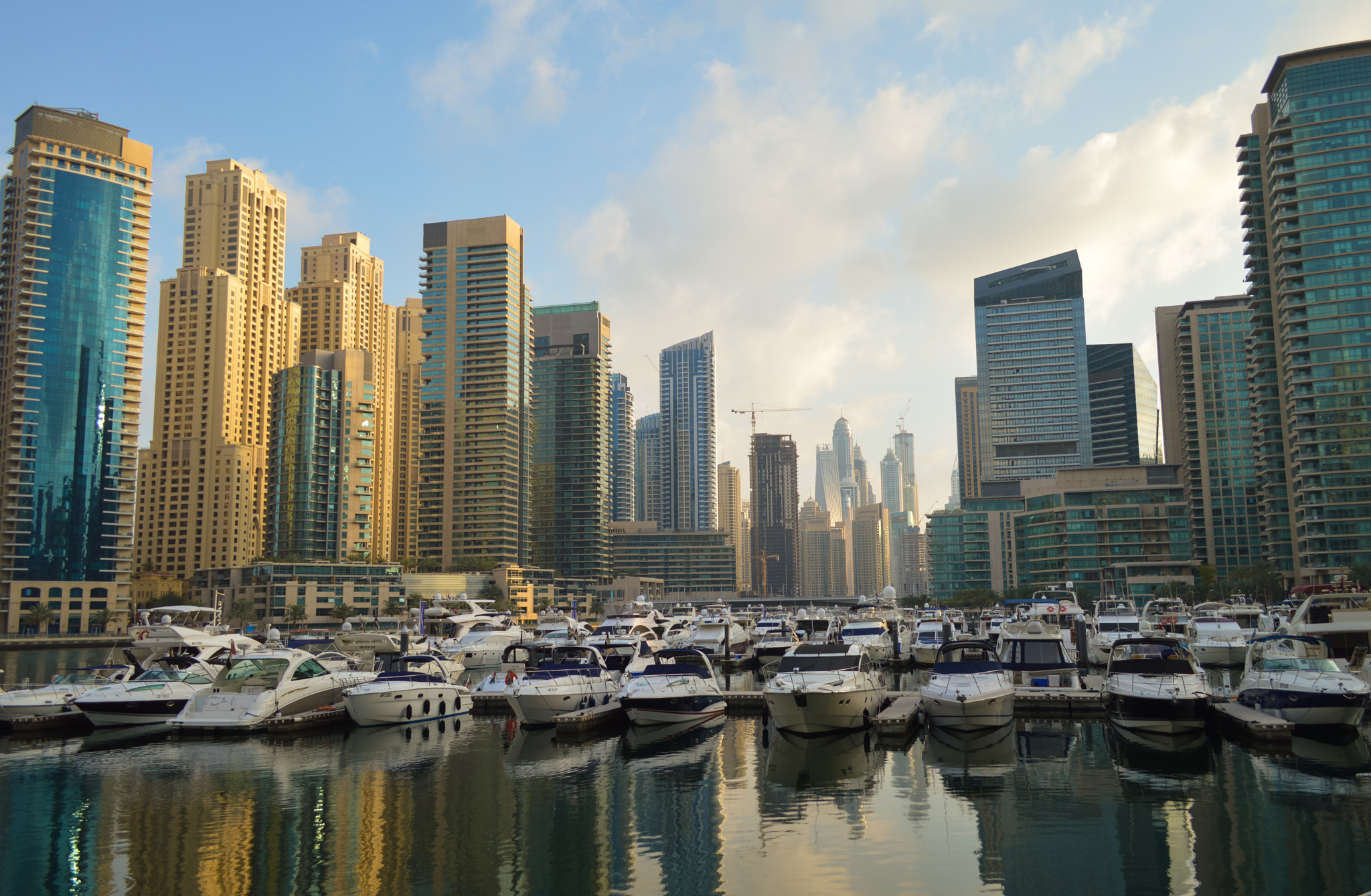
Інший вид
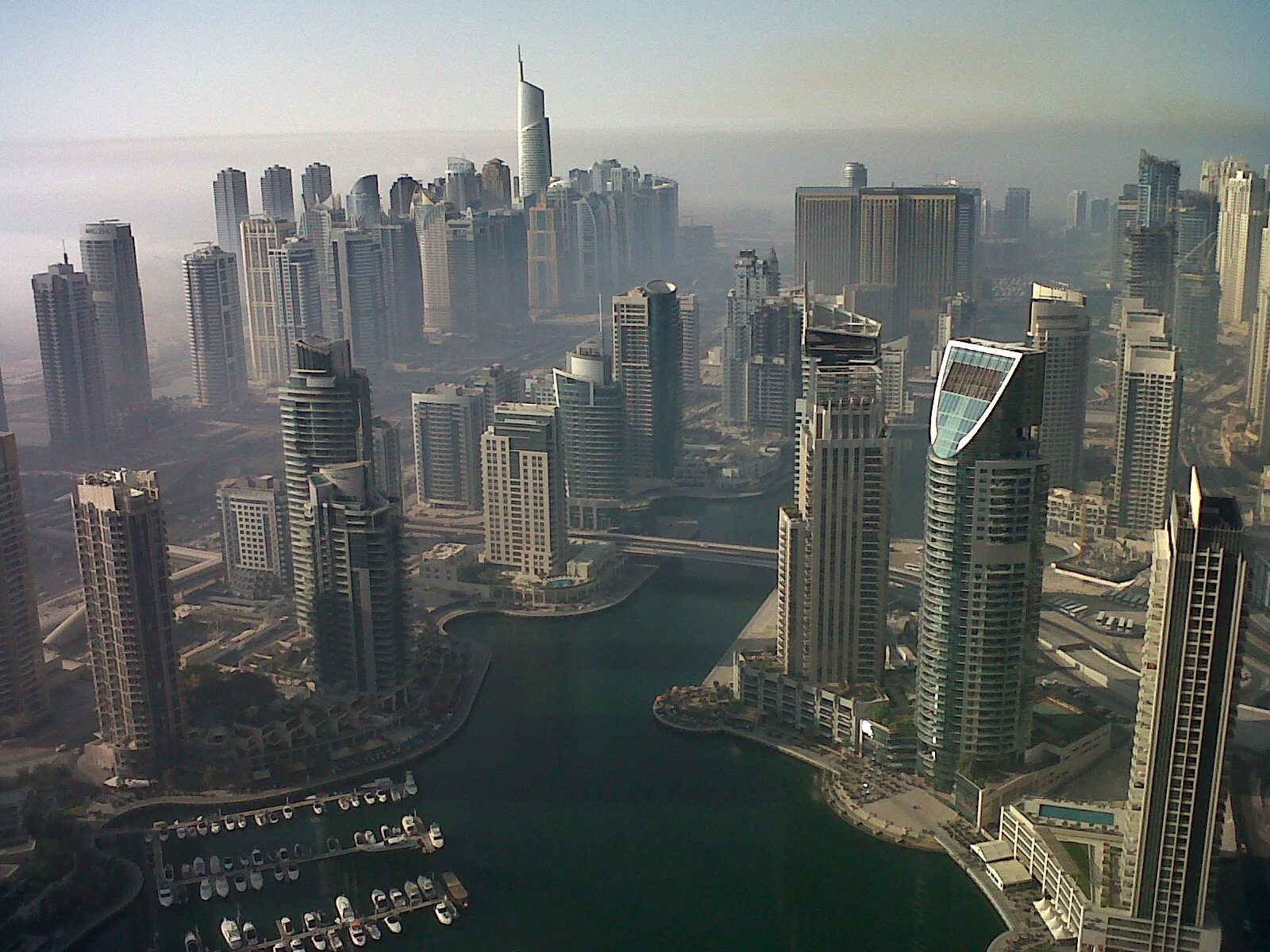
Вид на Дубай Марина з 64-го поверху The Marina Torch Tower
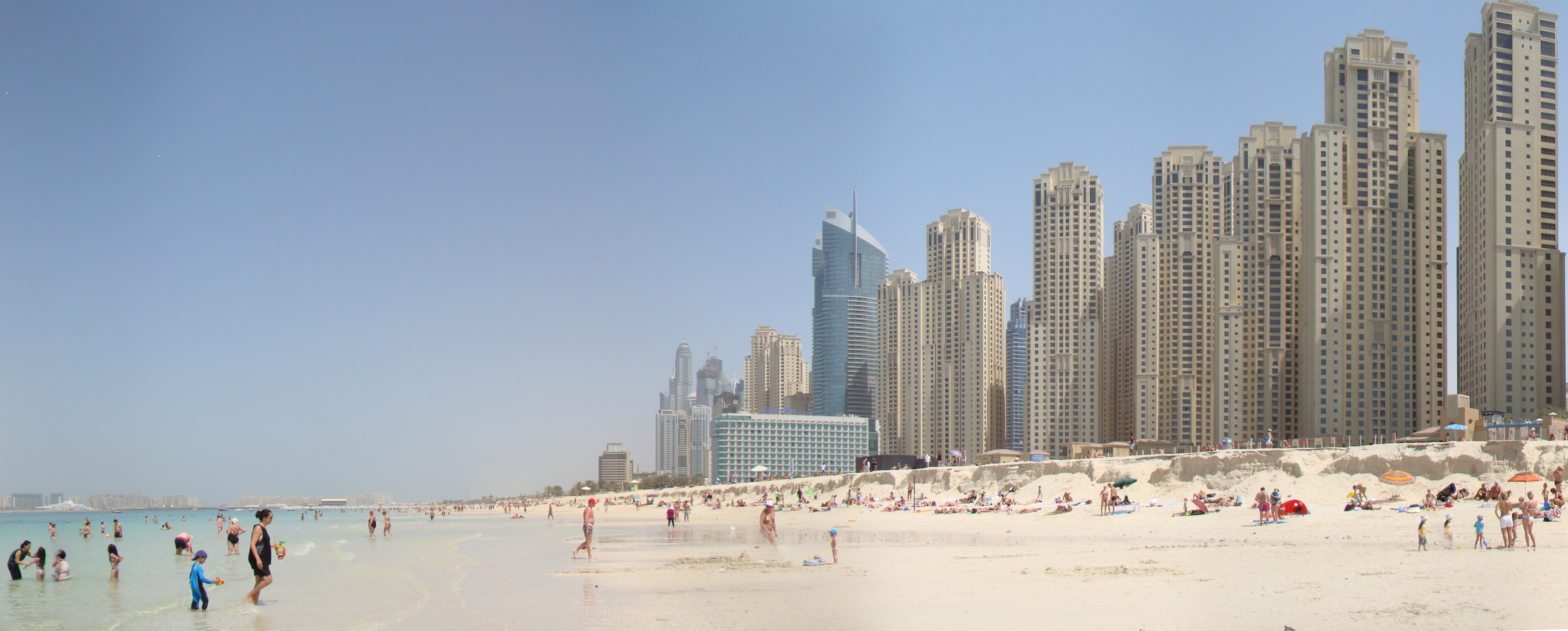
Дубай Марина пляж, 2012
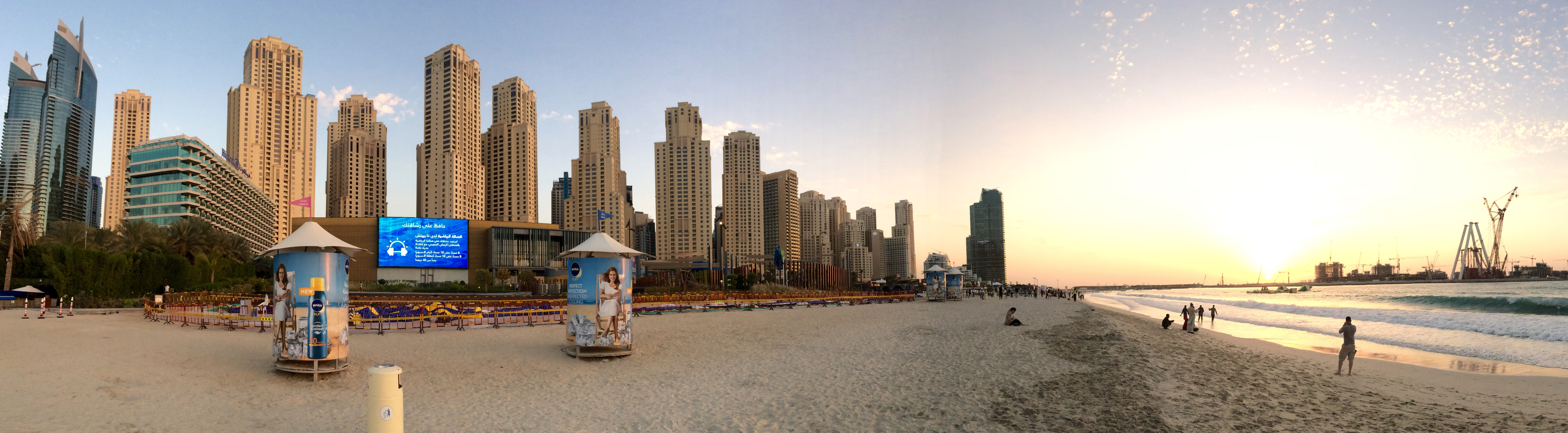
Дубай Марина пляж, 2016

## Див.також
- Острів Блакитних вод
- Джумейра Біч Резіденс